# 甲子神社 (富士市)
甲子神社（きのえねじんじゃ）は、静岡県富士市にある神社。

## 概要
JR富士駅北口から北方に伸びている富士本町通り（富士本町商店街）、そこから2本西側に入った通り沿いに鎮座している。
創建は大正15年（1926年）。明治42年（1909年）に富士駅が開業し、駅前商店街が発展した際に、地域の守護神を求める気運が高まり、大正13年（1924年）の甲子(きのえね)の年、村の五氏（清氏、深沢氏、戸栗氏、加藤氏、望月氏）が代表として出雲大社に参拝、「大国主命」を勧請し、大正15年（1926年）に創建された。
8月第1土日の例大祭「甲子(きのえね)祭」に加えて、平成27年（2015年）秋から神嘗祭に合わせて10月第3土日に「甲子(きのえね)秋まつり」も行われるようになり、これらは妙法寺の「毘沙門天大祭」、吉原商店街の「吉原祇園祭」、中央公園・青葉通りの「富士まつり」と共に、「富士四大まつり」と称されている。

## 祭神
- 大国主命